# Teplizumab
Il teplizumab, noto anche con il nome commerciale di Tzield, è un anticorpo monoclonale umanizzato usato per ritardare la progressione del diabete mellito di tipo 1, agendo contro l'antigene CD3 dei linfociti T. Il suo impiego è stato approvato negli Stati Uniti dalla Food and Drug Administration (FDA) nel novembre 2022.

## Usi
È stato approvato l'uso del teplizumab nei pazienti affetti da diabete mellito di tipo 1, in stadio II, cioè con presenza di 2 o più autoanticorpi e disglicemia (glicemia a digiuno 100-125 mg/dL; glicemia a 2 ore dal carico orale di glucosio 140-199 mg/dL; HbA1c 5.7-6.4%), allo scopo di ritardare la progressione allo stadio III della malattia; la somministrazione è per via endovenosa, con un'infusione al giorno per 14 giorni. È possibile che l'azione terapeutica del teplizumab derivi dalla sua capacità di legarsi ai linfociti T citotossici (linfociti CD8+), i quali, in caso di determinate modificazioni, vanno ad attaccare le cellule beta del pancreas, inattivandole e causando così il diabete. Uno studio clinico condotto nel 2019 ha evidenziato che i pazienti a cui era stato somministrato il teplizumab avevano ricevuto un minor numero di diagnosi di diabete (il 43% di loro) rispetto ai pazienti, sempre prediabetici, a cui era stato somministrato il placebo (il 72% di loro aveva ricevuto una diagnosi di diabete nello stesso lasso di tempo).

## Effetti collaterali
L'assunzione di teplizumab provoca una linfopenia transitoria che si risolve spontaneamente. Di conseguenza, come per alcuni anticorpi monoclonali che modificano l'espressione e l'azione dell'antigene linfocitario CD3, può verificarsi una riattivazione del virus di Epstein-Barr in pazienti precedentemente infettati dal virus. Altri effetti avversi documentati sono la neutropenia, l'aumento dei valori ematici di transaminasi, anemia, trombocitopenia, vari tipi di reazioni di ipersensibilità e tempesta di citochine.